# Martiniano de Milão
Martiniano (em latim: Martinianus; em italiano: Martiniano) ou Martino (Martinus; m. 29 de dezembro de 435) foi bispo de Mediolano (Milão) de 423 a 435. Ele é considerado santo pela Igreja Católica e sua festa ocorre em 2 de janeiro.

## Vida
Segundo os relatos antigos, Martiniano pertenceu a gente romana dos Hósios. Segundo os escritos do começo do século VI de Magno Félix Enódio, Martiniano foi eleito bispo de Mediolano, mesmo não estando com desejo de ocupar tal posição devido sua humildade e medo. Ele é mencionado em uma carta escrita em 431 para Rufo de Tessalônica pelo nestoriano moderado João I de Antioquia, que relata ter recebido dele o tratado Sobre a Incarnação de Ambrósio.
Martiniano fundou duas igrejas em Mediolano, uma delas possivelmente fundada em 417, e que foi dedicada para os santos Zacarias e Estêvão; após várias reconstrução passou a ser chamada de Basílica de São Estêvão Maior. Martiniano morreu em 29 de dezembro de 435. Sua festa foi mais tarde alterada para 2 de janeiro, devido a introdução a oitava do Natal. Ele foi enterrado na Basílica de São Estêvão Maior. Em 1988, seu corpo foi transladado para a Catedral de Milão e enterrado sob o altar de Santa Ágata.